# Brasilianische Araukarie
Die Brasilianische Araukarie oder Brasilkiefer (Araucaria angustifolia) ist eine Pflanzenart aus der Gattung der Araukarien (Araucaria) in der Familie der Araukariengewächse (Araucariaceae). Sie hat von den 19 Araukarien-Arten die größte wirtschaftliche Bedeutung.
Die Brasilianische Araukarie ist ein in den Höhenlagen im subtropischen Floresta ombrófila mista Brasiliens, sowie der angrenzenden Nachbarländer, dominanter Baum, der das Kronendach des Lorbeerwaldes als Emergent überragt. Wie die übrigen küstennahen Wälder waren und sind auch diese Wälder – entsprechend der holzwirtschaftlichen Bedeutung – einer starken Ausbeutung und Besiedlung unterworfen und nur noch in Resten in naturnaher Form erhalten.

## Beschreibung

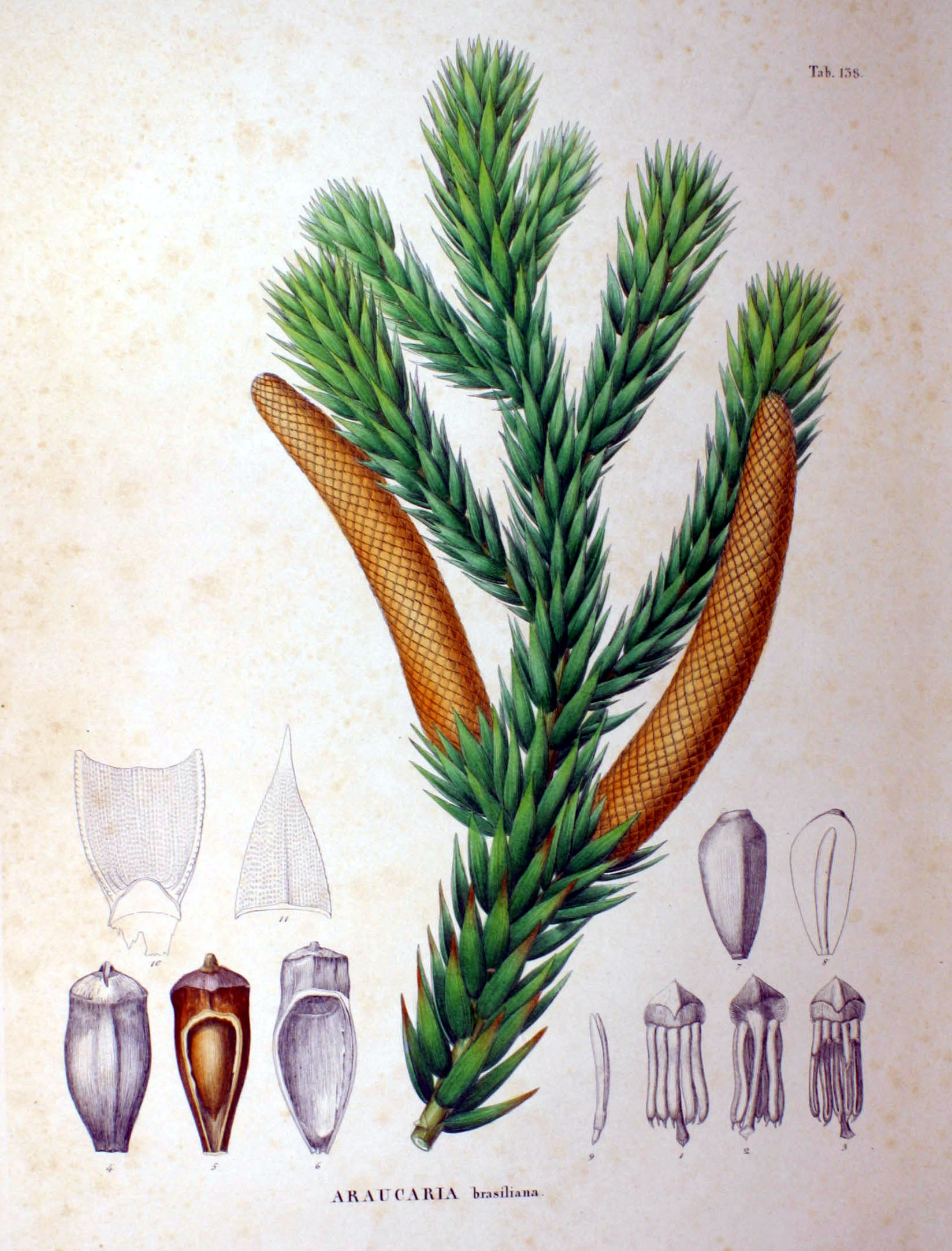
Illustration

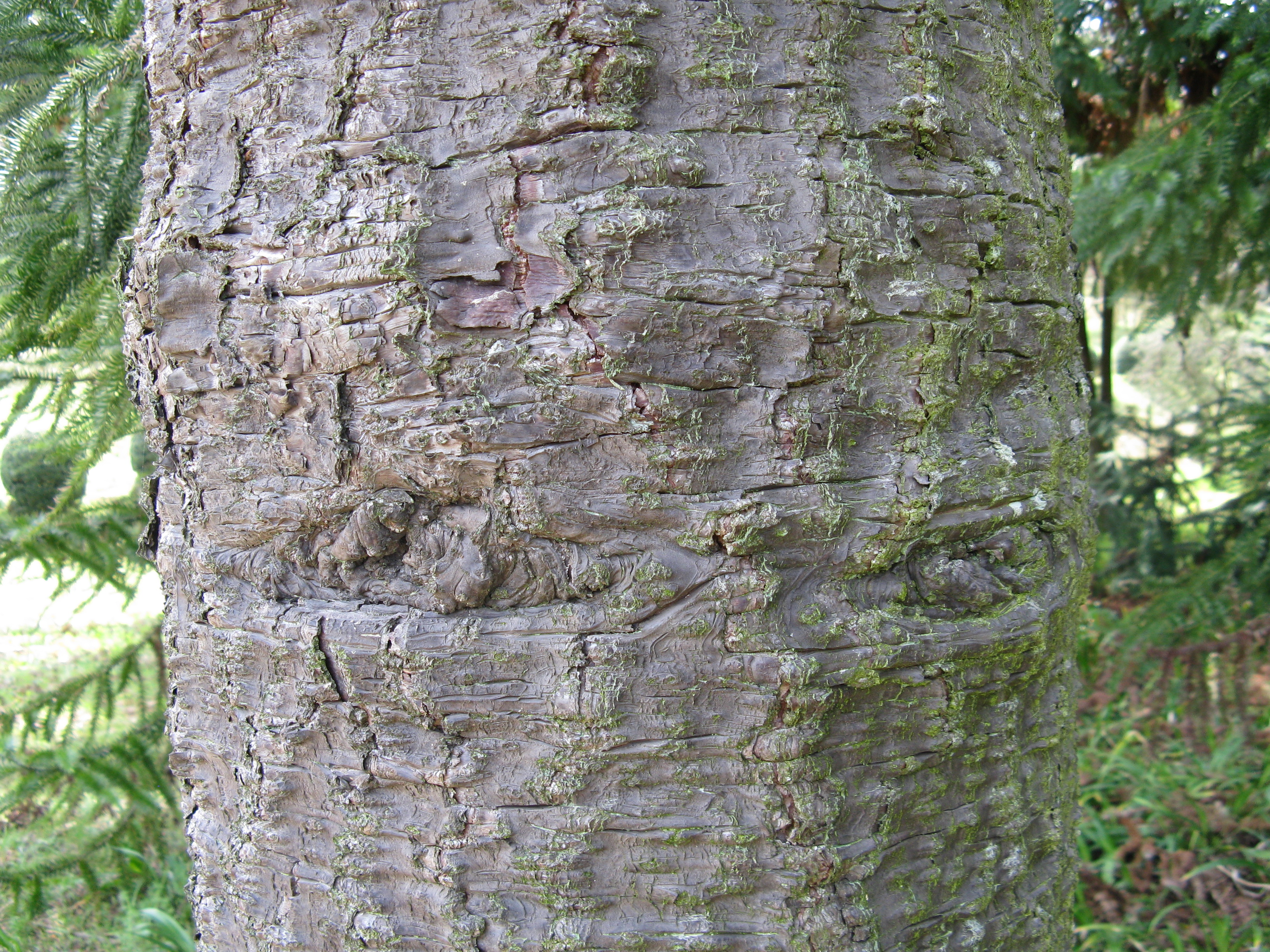
Borke

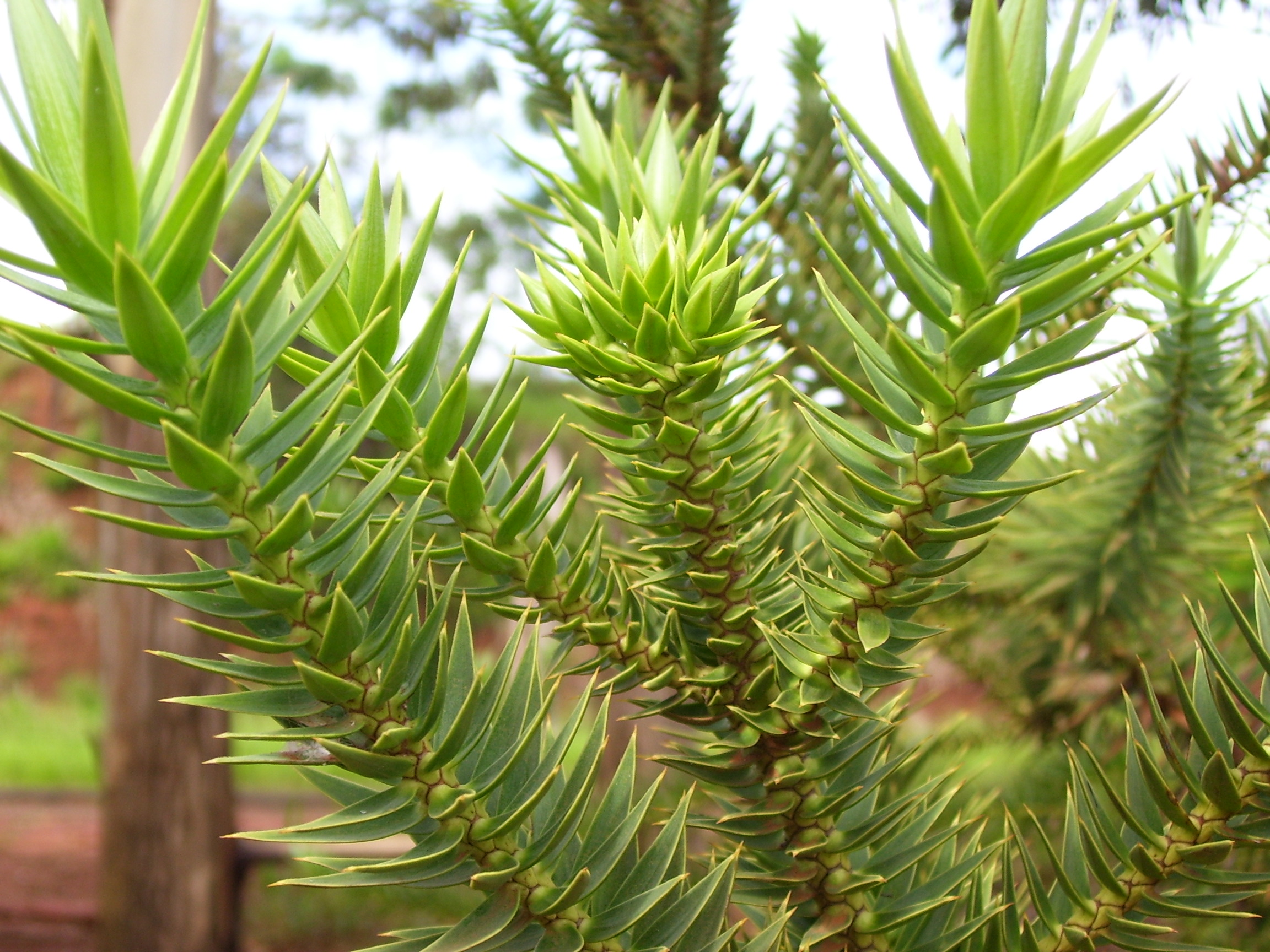
Zweige mit Blättern

### Habitus
Die Brasilianische Araukarie ist ein immergrüner Baum, der Wuchshöhen von 30 bis 40, selten bis zu 50 Metern und Stammdurchmesser von mehr als 2 Meter erreichen kann. Die Brasilianische Araukarie breitet sich auch mit Stockausschlägen aus. Am geraden, walzenförmigen Stamm stehen horizontal verlaufende Äste. Die Zweige stehen in Wirteln zu 4 bis 8. Bäume in geschlossenen Beständen sind bis in eine Höhe von 25 m unbeastet. Das Schaftvolumen beträgt 10 bis 20, in Ausnahmefällen bis über 50 m³, wobei etwa ein Viertel auf die Borke entfällt. Die Form der Baumkrone verändert sich deutlich mit dem Alter des Baumes. Junge Bäume haben eine kegelförmige, dicht benadelte Krone. Altbäume haben eine abgeflachte, schirmförmige Krone, die nur mehr büschelig gehäufte Nadeln an den Enden der obersten Zweige aufweist. Die rechtwinkelig vom Stamm abgehenden Zweige stehen quirlig in Gruppen von 4 bis 8 Zweigen. Der Baum kann ein Alter von bis zu 600 Jahren erreichen.

### Rinde
Die bis zu 15 Zentimeter dicke, graubraune Borke des Stammes ist feinschuppig, horizontal gebändert und harzig. Etwa ein Viertel des Schaftvolumens entfällt auf die Borke.

### Holz
Das Splintholz der Brasilianischen Araukarie weist eine hellgelbe Färbung auf, während das Kernholz hell- bis rotbraun gefärbt ist. Es weist keine Harzgänge auf. Es hat ein Raumgewicht von 0,54 bis 0,63 g/cm³. Der Faserverlauf ist überwiegend gerade und die Holzstruktur homogen mit nahezu nicht sichtbaren Jahresringen.
Das Holz muss vorsichtig getrocknet werden, um Trocknungsschäden zu vermeiden. Es ist jedoch leicht zu verarbeiten, lässt sich gut beizen und polieren und nimmt Farbe gut an. Es wird unter anderem für Innentreppen, für Kunsttischlerarbeiten, für Schubladen-Seitenteile, Zierleisten und Ladenausstattungen verwendet.

### Belaubung
Die hell- bis dunkelgrünen Blätter sind etwa 3 bis 6 Zentimeter lang und an der Basis 4 bis 10 Millimeter breit. Sie haben eine dreieckig bis lanzettartige Form mit sichtbarer Mittelrippe und stechender Spitze. An beiden Blattseiten befinden sich in unregelmäßigen Reihen Spaltöffnungen. Die Blätter stehen etwa 10 bis 15 Jahre am Baum.

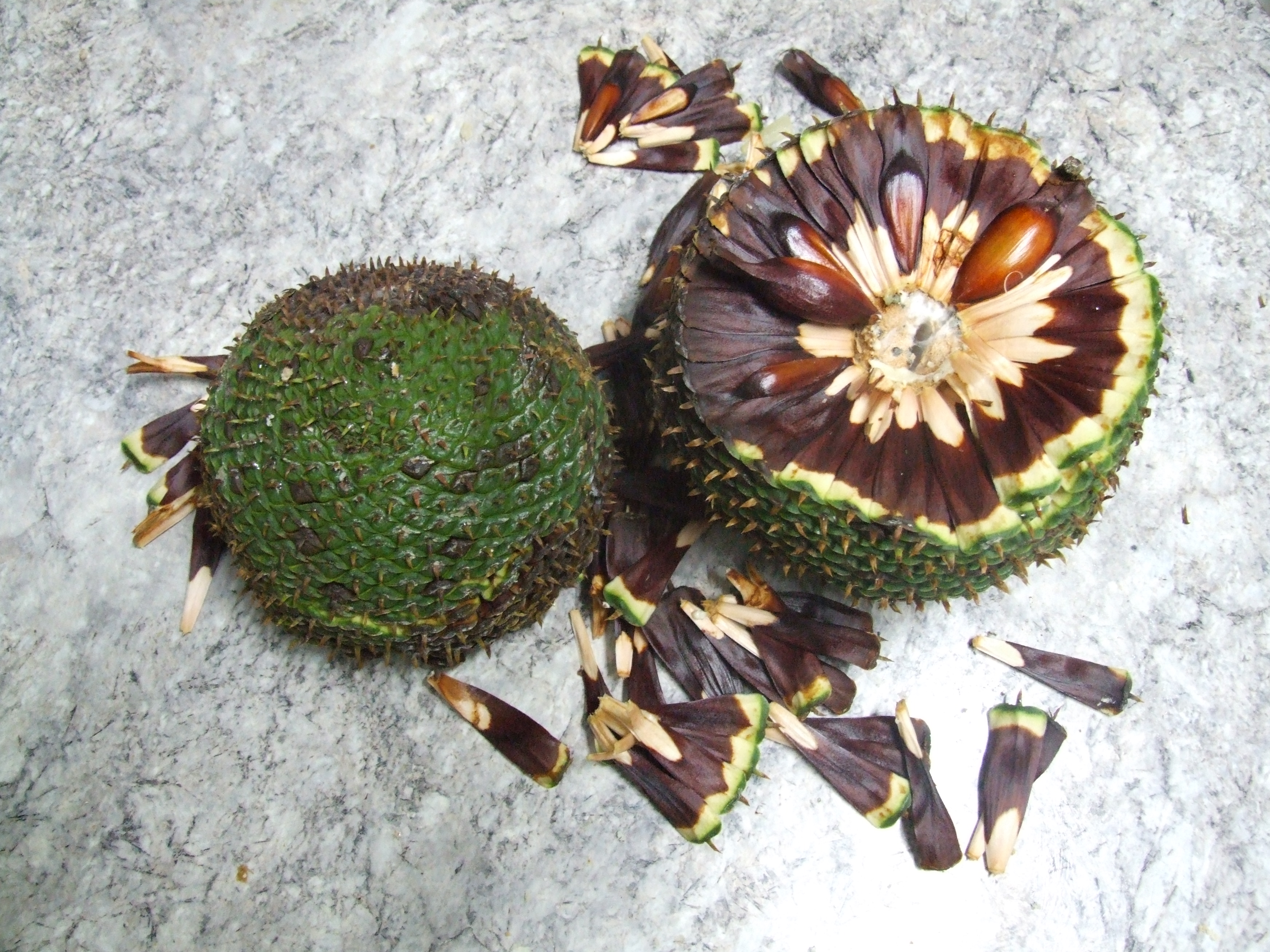
Zapfen mit Samen

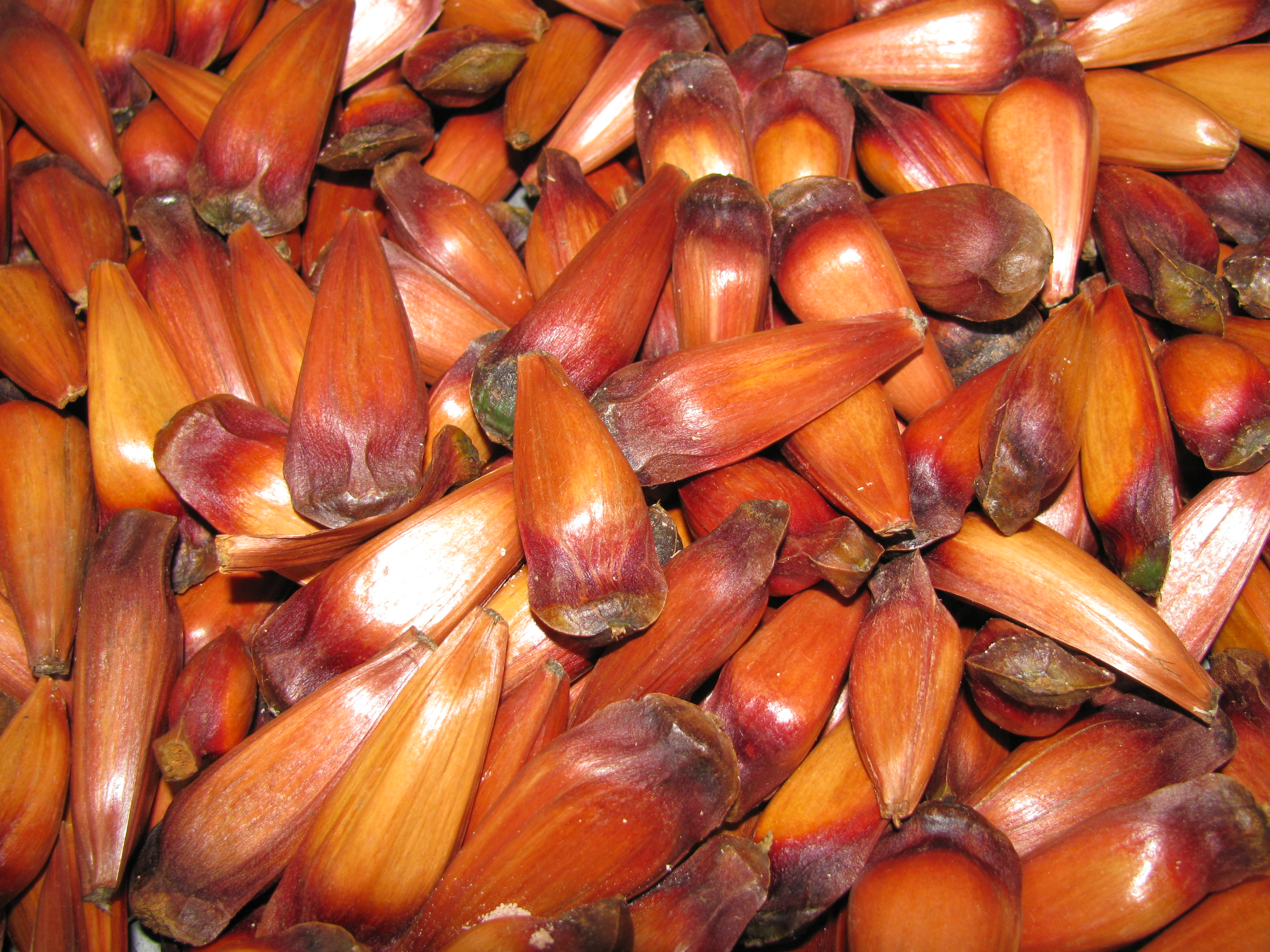
Samen

### Blüten, Zapfen und Samen
Die Brasilianische Araukarie ist meist zweihäusig getrenntgeschlechtig (diözisch), selten einhäusig getrenntgeschlechtlich (monözisch). Sie wird mit etwa 15 Jahren mannbar und ist windblütig (Anemophilie). Die walzenförmigen, braunen männlichen Blütenzapfen sind 8 bis 15 Zentimeter lang und 1 bis 4 Zentimeter breit mit überlappenden Schuppen. Sie stehen endständig an beblätterten Seitenzweigen. Die ungeflügelten Pollen reifen im September/Oktober. Die kugelförmigen weiblichen Blütenzapfen sind 18 bis 25 Zentimeter groß und etwa 13 Zentimeter breit. Sie sitzen endständig an kurzen Zweigen. Die kugeligen Zapfen sind anfangs grün, später braun gefärbt und (im frischen Zustand) etwa 1 Kilogramm schwer; sie benötigen 2 bis 3 Jahre Reifezeit. Die Zapfen sind auffällig groß, sie haben einen Durchmesser von 10 bis 30 Zentimeter. Ein Zapfen enthält 20 bis 150 lanzettlich-bauchige Samen. Die geflügelten, hellbraunen Samen sind 2 bis 8 Zentimeter lang und etwa 2 Zentimeter breit. Das Tausendkorngewicht schwankt zwischen 4,7 und 9,1 Kilogramm. Die Samen sind ähnlich Pinienkernen essbar. Die natürliche Ausbreitung der Samen erfolgt meist durch Agutis (Dasyprocta), Azurblauraben (Cyanocorax caeruleus), Kappenblauraben (Cyanocorax chrysops) und Taubenhalsamazonen (Amazona vinacea). Insbesondere im Verbreitungsgebiet im Bundesstaat Minas Gerais sind auch Tukane (Ramphastidae) und Rotschwanzsittiche (Pyrrhura) beteiligt.
Die Keimung erfolgt hypogäisch; die Keimlinge besitzen zwei Keimblätter (Kotyledonen).

## Verbreitung und Standorte

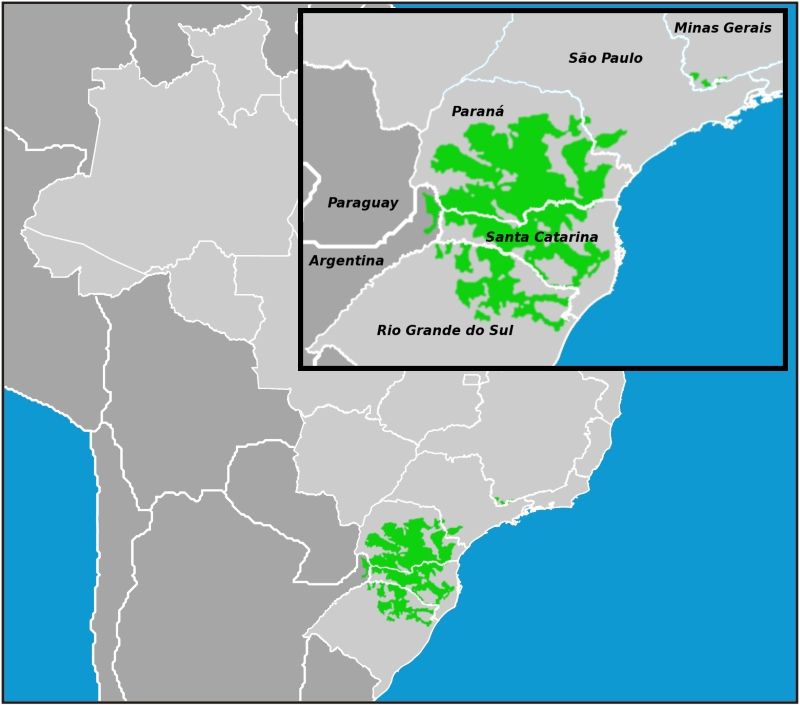
Verbreitung der Araukarienwälder in Südbrasilien und dem angrenzenden Argentinien

Die Brasilianische Araukarie ist in der Gebirgsregion (Serra do Mar) im südöstlichen Brasilien, im nordöstlichen Argentinien und in Ost-Paraguay heimisch.
In Brasilien befinden sich ihre Vorkommen in Höhenlagen zwischen 500 und 1.800 Meter in subtropischen Wäldern, hauptsächlich in den Bundesstaaten: Paraná, Santa Catarina, Rio Grande do Sul (wobei in diesen Staaten 1800 Meter etwa der Gipfelhöhe entspricht), und vereinzelt in São Paulo, Minas Gerais und Rio de Janeiro. Im nördlichen Argentinien und in Paraguay besiedelt sie Höhenlagen zwischen 500 und 2.300 Meter.
In subtropischen Gebieten wird sie praktisch weltweit gern als Zierbaum in Gärten und Parks gepflanzt. Die Brasilianische Araukarie verträgt nur leichte Fröste; sie ist bis etwa −5 bis −8 °C winterhart.
Die Brasilianische Araukarie kommt in einem feucht-gemäßigten, subtropischen Klima ohne Trockenzeit vor. Die Extremtemperaturen schwanken zwischen +35 °C und −12 °C. Die Niederschläge liegen zwischen 1.200 und 2.400 mm pro Jahr. Das Wachstum ist stark an die Verfügbarkeit von Stickstoff und Phosphor im Boden angewiesen. Sie kommt nicht auf staunassen und flachgründigen Böden vor. In ihrem natürlichen Verbreitungsgebiet bildet die Brasilianische Araukarie eine geschlossene Oberschicht, unter der mehr als 200 Baum- und Straucharten leben.

## Nutzung und Raubbau

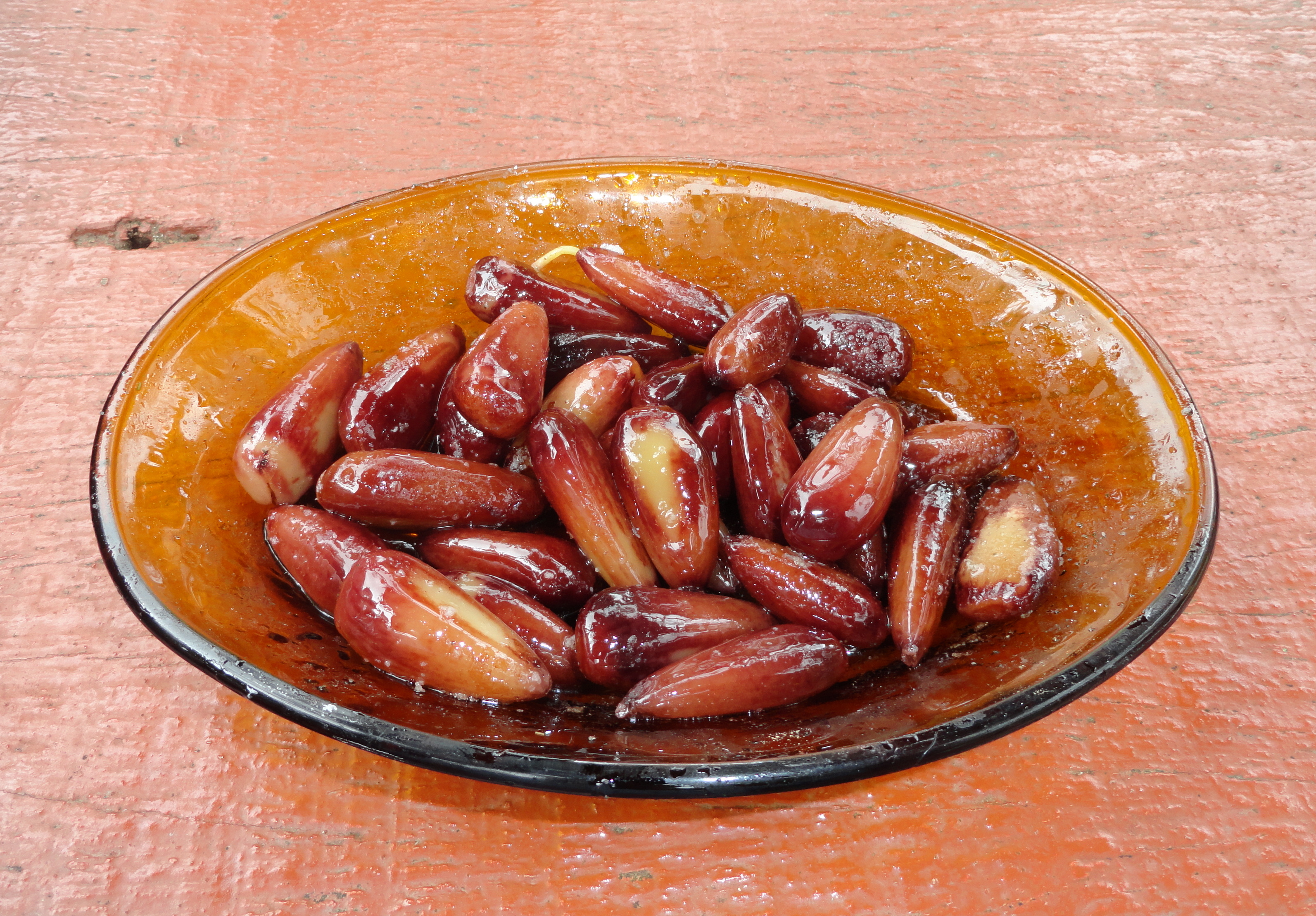
Samen als Zwischenmahlzeit

Einheimische Indianer sammelten die Zapfen und ernteten die Samen als Nahrung. Um die Zapfen von hohen Bäumen zu holen, wurden diese mit stumpfen Pfeilen beschossen. Die Samen wurden zum Essen geröstet; auch heute noch dienen sie als Nahrungsmittel.
Von den nach Brasilien kommenden Europäern wurde schnell der Wert des Nutzholzes der Brasilianischen Araukarie erkannt. Waldgebiete wurden ab 1511 und im 18. Jahrhundert freigegeben. Daraufhin wurden die Araukarien-Urwälder schnell gerodet; das Holz wurde vor allem im Schiffbau und als Bauholz verwendet. Ein noch radikalerer Urwaldverlust setzte mit der Einführung der Eisenbahn und später der großen Lastwagen ein. Dadurch kam es zu einer schnellen Vernichtung der Urwälder von den 1870er bis zu den 1940er Jahren. Danach wurden für die Holzproduktion hauptsächlich Forstkulturen angepflanzt, und dies nicht nur in Brasilien, sondern in subtropischen Gebieten weltweit. Heute wird das Holz hauptsächlich als Möbelholz und zum Bau von Musikinstrumenten genutzt. Auch als Industrieholz ist es in sämtlichen Bereichen gut verwendbar. Die Bäume, die wirtschaftlich genutzt werden, stammen heute großteils aus Plantagen.

## Schädlinge und Krankheiten
Im natürlichen Verbreitungsgebiet wird die Brasilianische Araukarie kaum von Krankheiten und Schädlingen bedroht. Großflächig angebaute Monokulturen führten jedoch zu einer Massenvermehrung der Schädlinge. Bei Befällen mit Blattschneiderameisen der Gattungen Atta und Acromyrmex sowie mit Heuschrecken kann es gelegentlich zu Totalausfällen von Kulturen kommen. Altbestände werden gelegentlich durch Raupen des Spanners Fulgurodes sartinaria und des Pfauenspinners Dirphia araucariae kahlgefressen. Die Samen werden oft von den Raupen des Wicklers Cydia araucariae ausgehöhlt. Alte Bäume leiden manchmal an Stammfäule und Weißfäule, die durch Formes lignosus und die Schmetterlingstramete (Trametes versicolor) verursacht werden.
Waldbrände stellen nur eine Gefahr für Jungpflanzen dar, da die Altbäume durch ihre dicke Borke geschützt sind.

## Gefährdung und Schutz
Die Brasilianische Araukarie wird in der Roten Liste der IUCN als „stark gefährdet“ geführt. Die größte Bedrohung stellt der Raubbau dar.
Von wohl 250.000 Quadratkilometern ursprünglicher Urwaldvorkommen der Brasilianischen Araukarie sind weniger als 1.000 Quadratkilometer erhalten geblieben. Die größten geschützten Restgebiete befinden sich in der Umgebung von General Carneiro und Bituruna. Touristisch erschlossene Vorkommen gibt es im brasilianischen Iguaçu-Nationalpark.

## Systematik

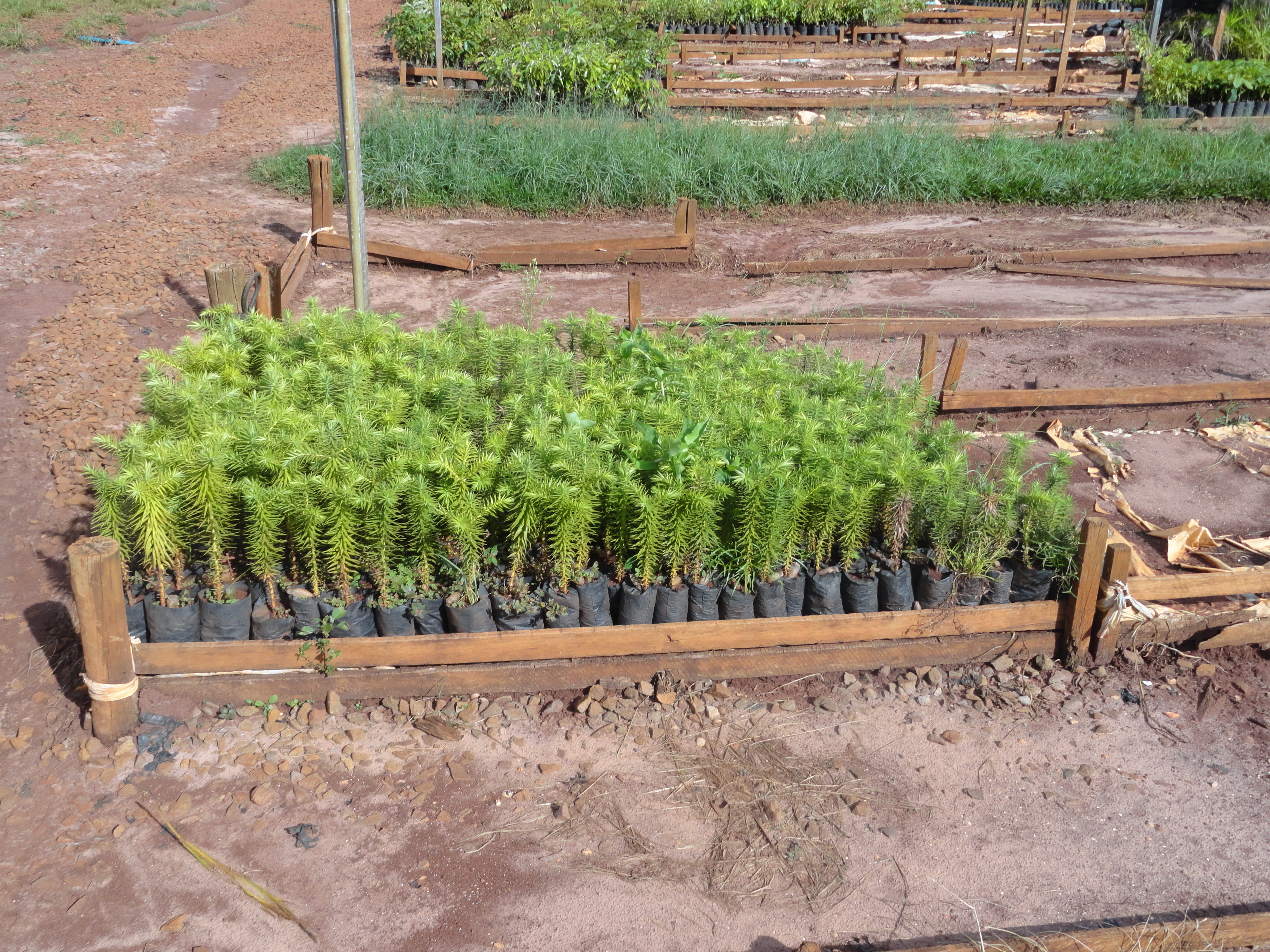
Setzlinge

Der italienische Botaniker Antonio Bertoloni beschrieb diese Art 1819 unter dem Taxon Columbea angustifolia in Opusc. Sci., 3, S. 411. Der deutsche Botaniker Carl Ernst Otto Kuntze stellte diese Art 1898 in seinem Werk Revisio generum plantarum, 3 (3), S. 375, unter der aktuell gültigen Bezeichnung Araucaria angustifolia in die Gattung der Araukarien. Ein Synonym für Araucaria angustifolia Kuntze ist Araucaria brasiliana A.Rich. Von einigen Autoren wird Araucaria angustifolia in bis zu zehn Varietäten unterteilt.
Araucaria angustifolia gehört zusammen mit der – in Mitteleuropa weitaus bekannteren – Chilenischen Araukarie (Araucaria araucana) zur Sektion Araucaria innerhalb der Gattung Araucaria.